# Vüqar Mustafayev
Vüqar Gündüz oğlu Mustafayev (ur. 5 sierpnia 1994 w Zaqatali) – azerski piłkarz grający na pozycji defensywnego pomocnika. Od 2020 jest zawodnikiem klubu Sumqayıt FK.

## Kariera klubowa
Swoją karierę piłkarską Mustafayev rozpoczął w klubie Bakı FK. W 2013 roku awansował do kadry pierwszego zespołu i 22 listopada 2013 zadebiutował w nim w zwycięskim 3:0 domowym meczu z Xəzərem Lenkoran. W Bakı FK grał przez rok.
Latem 2014 roku Mustafayev odszedł z Bakı FK do Simurqa Zaqatala. Swój debiut w nim zaliczył 18 października 2014 w zremisowanym 0:0 wyjazdowym meczu z İnterem Baku. W Simurqu spędził rok.
W 2015 roku Mustafayev przeszedł do Qarabağu, w którym swój debiut zanotował 28 października 2015 w zwycięskim 1:0 domowym spotkaniu z Rəvanen Baku. W sezonie 2015/2016 wywalczył z Qarabağem mistrzostwo Azerbejdżanu.
Na początku 2016 Mustafayev został wypożyczony z Qarabağu do Zirə Baku. W Zirə swój debiut zaliczył 31 stycznia 2016 w wygranym 2:1 domowym meczu z İnterem Baku. W sezonie 2015/2016 wywalczył wicemistrzostwo Azerbejdżanu. W lipcu 2017 został przez Zirə wykupiony z Qarabağu. W Zirə występował do lata 2019 roku.
W lipcu 2019 Mustafayev został piłkarzem Sumqayıt FK. Zadebiutował w nim 17 sierpnia 2019 w zwycięskim 2:0 wyjazdowym meczu z Qəbələ FK.
| Sezon   | Klub            | Kraj        | Rozgrywki      | Mecze | Gole |
| ------- | --------------- | ----------- | -------------- | ----- | ---- |
| 2013/14 | Bakı FK         | Azerbejdżan | Premyer Liqası | 16    | 0    |
| 2014/15 | Simurq Zaqatala | Azerbejdżan | Premyer Liqası | 13    | 0    |
| 2015/16 | Qarabağ FK      | Azerbejdżan | Premyer Liqası | 8     | 1    |
| 2015/16 | Zirə Baku       | Azerbejdżan | Premyer Liqası | 14    | 0    |
| 2016/17 | Zirə Baku       | Azerbejdżan | Premyer Liqası | 25    | 1    |
| 2017/18 | Zirə Baku       | Azerbejdżan | Premyer Liqası | 26    | 0    |
| 2018/19 | Zirə Baku       | Azerbejdżan | Premyer Liqası | 14    | 0    |
| 2019/20 | Sumqayıt FK     | Azerbejdżan | Premyer Liqası | 15    | 0    |
| 2020/21 | Sumqayıt FK     | Azerbejdżan | Premyer Liqası | 25    | 0    |

## Kariera reprezentacyjna
Mustafayev grał w młodzieżowej reprezentacji Azerbejdżanu na szczeblu U-21. W reprezentacji Azerbejdżanu zadebiutował 26 maja 2016 w zremisowanym 0:0 towarzyskim meczu z Andorą, rozegranym w Bad Erlach, gdy w 46. minucie zmienił Tərlana Quliyeva.